# Инжура (посёлок)
Инжура — посёлок в Вагайском районе Тюменской области, входит в состав Бегишевского сельского поселения.

## География
Посёлок находится на берегах рек Шалейка и Иртыш.

### Часовой пояс
Посёлок Инжура, как и вся Тюменская область, находится в часовой зоне МСК+2. Смещение применяемого времени относительно UTC составляет +5:00.

## Население
| 2010 |
| ---- |
| 192  |

## Инфраструктура
В посёлке действует начальная школа.